# Ludmilla Nowak
Ludmilla Nowak (* 12. Mai 1883 in Hallstatt; † 8. Jänner 1947 in Wels) war eine österreichische Autorin.

## Leben
Ludmilla Nowak war die Tochter des Hallstätter Arztes und Bürgermeisters Ludwig Nowak. Sie besuchte die Volksschule in Hallstatt und das Pensionat Ort bei Gmunden. Nach dem Tod des Vaters zog die Witwe mit ihren Kindern nach Linz. Dort lernte Ludmilla Nowak die Linzer Schriftstellerin und Heimatdichterin Susi Wallner kennen. Ihren Lebensunterhalt verdiente Nowak als Maschinschreiberin bei der Linzer Tages-Post und dem Anwalt Rückensteiner. Schon vor 1914 wurden einige ihrer Erzählungen gedruckt.
Mutter und Tochter Nowak zogen dann nach Wels und wohnten seit Februar 1917 in der Vorstadt Aigen. Nach drei Dienstjahren bei der Firma C. H. Knorr fuhr Nowak im Jänner 1914 auf die Insel Lussin in der Adria, um einen Lungenspitzenkatarrh auszuheilen. Nach Kriegsende verdiente sie ihren Lebensunterhalt als Weißnäherin.
Um 1925 begann sie wieder, ihre Erzählungen der Presse einzusenden. Nach der Gleichschaltung der Presse durch die Nationalsozialisten im Jahr 1938 ließ die Nachfrage der Feuilletons nach Gedichten und Erzählungen nach. Im Frühling 1946 erlitt sie einen Schlaganfall, dazu kam eine Lungenentzündung. Nowak verschied am 8. Jänner 1947 im Krankenhaus Wels.

## Werk
Nowak schrieb Gedichte und Erzählungen, die häufig Themen aus ihrer engeren Heimat oder historische Stoffe behandeln. Veröffentlichen konnte sie ihre Arbeiten in verschiedenen österreichischen Tageszeitungen. Ihr erstes Gedicht wurde in dem Journal Friedenswarte, einer Wochenschrift für internationale Verständigung, am 29. Oktober 1900 abgedruckt. Weitere Gedichte und Erzählungen erschienen in der Österreichischen Alpenpost, der Linzer Tages-Post, im Ischler Wochenblatt, dem Volksboten, der Welser Zeitung, der Salzkammergut Zeitung, dem Linzer Volksblatt, dem Weltguck, dem Grazer Volksblatt und der Reichspost.
Eine Reihe größerer Erzählungen blieb ungedruckt. Nach 1938 brachte nur noch die Linzer Tages-Post Nowaks Erzählungen. 1945 veröffentlichte das Welser Wochenblatt die Gedichte der Sammlung Das Heidejahr.

## Werke
- (Als Mila Nowak): Herr Hiltemar. Ein Dichterleben aus alter Zeit. Dresden: Pierson 1908.
- Felizitas, die Geschichte eines frohen Glaubens. In Fortsetzungen gedruckt in der Welser Zeitung
- Das Heidejahr. Gedichte. 1937.
- Ausgewählte Erzählungen und Gedichte. Ö. Landesverlag, Wels 1956.